# Seattle Metropolitans
Seattle Metropolitans byl profesionální americký klub ledního hokeje, který sídlil v Seattlu ve státě Washington. V letech 1915–1924 působil v profesionální soutěži Pacific Coast Hockey Association. Své domácí zápasy odehrával v hale Seattle Ice Arena s kapacitou 4 000 diváků. Klubové barvy byly zelená, červená a bílá.
V roce 1917 se staly Metropolitans prvním klubem ze Spojených států, který dokázal vyhrát Stanley Cup (v NHL se to povedlo až New Yorku Rangers o jedenáct let později).

## Úspěchy
- Vítěz Stanley Cupu ( 1× )
  - 1917

## Umístění v jednotlivých sezonách
Stručný přehled
Zdroj: 
- 1915–1924: Pacific Coast Hockey Association

Jednotlivé ročníky
Zdroj: 
Legenda: Z – zápasy, V – výhry, VP – výhry v prodloužení, R – remízy, P – porážky, PP – porážky v prodloužení, VG – vstřelené góly, OG – obdržené góly, +/- – rozdíl skóre, B – body, KPW – Konference Prince z Walesu, CK – Campbellova konference, ZK – Západní konference, VK – Východní konference, fialové podbarvení – reorganizace, změna skupiny či soutěže
| USA / Kanada (1915 – 1924) |      |        |    |    |    |   |    |    |     |     |     |    |        |             |
| Sezóny                     | Liga | Úroveň | Z  | V  | VP | R | PP | P  | VG  | OG  | +/- | B  | Pozice | Play-off    |
| 1915/16                    | PCHA | –      | 18 | 9  | –  | 0 | –  | 9  | 68  | 67  | +1  | 18 | 3.     | –           |
| 1916/17                    | PCHA | –      | 24 | 16 | –  | 0 | –  | 8  | 125 | 80  | +45 | 32 | 1.     | Vítěz SC    |
| 1917/18                    | PCHA | –      | 18 | 11 | –  | 0 | –  | 7  | 67  | 65  | +2  | 22 | 1.     | Finále PCHA |
| 1919                       | PCHA | –      | 20 | 11 | –  | 0 | –  | 9  | 66  | 49  | +17 | 22 | 2.     | Finále SC   |
| 1919/20                    | PCHA | –      | 22 | 12 | –  | 0 | –  | 10 | 59  | 55  | +4  | 24 | 1.     | Finále SC   |
| 1920/21                    | PCHA | –      | 24 | 12 | –  | 1 | –  | 11 | 77  | 68  | +9  | 25 | 2.     | Finále PCHA |
| 1921/22                    | PCHA | –      | 24 | 12 | –  | 1 | –  | 11 | 65  | 64  | +1  | 25 | 1.     | Finále PCHA |
| 1922/23                    | PCHA | –      | 30 | 15 | –  | 0 | –  | 15 | 101 | 108 | -7  | 30 | 3.     | –           |
| 1923/24                    | PCHA | –      | 30 | 14 | –  | 0 | –  | 16 | 84  | 99  | -15 | 28 | 1.     | Finále PCHA |